# جيولا دايفيد
جيولا دايفيد (بالمجرية: Dávid Gyula)‏ هو ملحن مجري، ولد في 6 مايو 1913 في بودابست في المجر، وتوفي بنفس المكان في 14 مارس 1977.

## وصلات خارجية
- جيولا دايفيد على موقع IMDb (الإنجليزية)